# Eisenberger Kreis
Der Eisenberger Kreis war eine 1953 in der ostthüringischen Kleinstadt Eisenberg aktiv gewordene Widerstandsgruppe gegen das SED-Regime. Im Herbst 1958 wurden 24 Jugendliche der Gruppe in Gera zu insgesamt 116 Jahren Zuchthaus verurteilt. Mit ihren rund 30 Mitgliedern war sie eine der größten Widerstandsgruppen in der DDR.

## Gründung
Als im Frühjahr 1953 mehrere Schüler auf Grund ihrer Mitgliedschaft in der Jungen Gemeinde von der Eisenberger Oberschule verwiesen wurden, setzten sich Mitschüler unter Leitung ihres FDJ-Klassensekretärs Thomas Ammer erfolglos für den Verbleib der verwiesenen Schüler ein. Dies wird rückblickend als Gründungsdatum betrachtet, wenngleich die Gruppe erst später als solche in Erscheinung trat. Wie vielerorts in der DDR entlud sich im Sommer die allgemeine Unzufriedenheit der Bevölkerung auch in Eisenberg in Form von Protesten und Streiks. Als Reaktion auf die Niederschlagung des Volksaufstandes vom 17. Juni 1953 und den offensichtlichen Betrug der SED bei der Volkskammerwahl 1954 beschlossen Thomas Ammer, Reinhard Spalke, Günter Schwarz, Ludwig und Wilhelm Ziehr sowie Johann Frömel die Gründung einer politischen Gruppe. Diese als „Eisenberger Kreis“ bezeichnete Gruppe machte es sich zur Aufgabe, auf Fälle politischer Willkür aufmerksam zu machen. Zudem forderten sie freie Wahlen, den Abzug der sowjetischen Truppen aus der DDR, die Freilassung politischer Gefangener und die Zulassung von Oppositionsparteien. Ein niedergeschriebenes Zehn-Punkte-Programm, wie es die Staatssicherheit für die Prozesse 1958 konstruierte, existierte indes nicht. In ihren politischen Ansichten war die Gruppe hochgradig heterogen. Das Spektrum reichte von sozialdemokratischen, christlichen und liberalen bis hin zu nationalkonservativen Vorstellungen. Verbindendes Element war lediglich die Ablehnung der SED-Diktatur und das Ziel der Einheit Deutschlands sowie demokratische Grundforderungen nach freien Wahlen, Presse-, Reise und Versammlungsfreiheit, eine Reprivatisierung der zwangsenteigneten kleinen und mittelständischen Betriebe, die Auflösung der Staatssicherheit sowie der Austritt aus dem Warschauer Pakt. Insgesamt sah sich der Kreis in der Tradition jugendlicher Widerstandsgruppen, wie der Weißen Rose.

## Organisation
Der Eisenberger Kreis war eine der größten Widerstandsgruppen in der DDR-Geschichte. Die Widerstandsgruppe verfügte über keine feste Organisations-, Mitglieds- oder Führungsstruktur. Sie bestand in der Spitze aus ca. 18–24 Schülern, Studenten und Lehrlingen aus Eisenberg und Umgebung, die überwiegend den diskriminierten oder benachteiligten Gesellschaftsschichten (kirchliches Umfeld, Mittelständler, Vertriebene aus den Ostgebieten) entstammten. Mit Ausnahme der Gründungsmitglieder waren die wenigsten Mitglieder voll über die Gruppe informiert. Manche der Mitglieder hielten nur Kontakt zu einzelnen Gleichgesinnten und hatten daher keinen Überblick über die Existenz der gesamten Gruppe. Darum wurden einige Mitglieder erst nachträglich der Gruppe zugerechnet. Auch wenn es keine Versammlungen oder Abstimmungen gab, wurde in der Regel der informelle Führungskern der Gruppe vor Durchführung einer Aktion befragt. Meist gab hierbei das Votum Thomas Ammers den Ausschlag. Andere Gründungsmitglieder wie Johann Frömel kümmerten sich um die Beschaffung verbotener Literatur in West-Berlin, oder wie Reinard Spalke und Günter Schwarz um die praktische Durchführung der Aktionen. Kontakte zu westdeutschen Informationsstellen bestanden kaum.

## Aktionen des Kreises
Sie fertigten Flugblätter an, versahen Mauern, Brücken und Güterwaggons mit Losungen oder beseitigten Symbole der SED. So benannte die Gruppe das Fahrgastschiff „Stalin“ in „Bayern“ um. Im November 1954 versuchte die Gruppe, sich mittels eines Einbruchs in das Heimatmuseum Eisenberg-Friedrichstanneck Waffen zu besorgen. Mit Ausnahme einiger Vorderladergewehre aus dem 19. Jahrhundert konnten sie jedoch keine Waffen erbeuten.
Als Ammer 1955 sein Abitur absolvierte und ein Studium der Medizin an der Friedrich-Schiller-Universität Jena aufnahm, knüpfte die Gruppe weitere Kontakte außerhalb Eisenbergs. Ende 1955 schlossen sich die Oberschüler mit einer von Peter Herrmann, Rudolf Rabold, Ludwig Götz und Roland Peter 1953 gegründeten Gruppe zusammen, operierten aber aus taktischen Gründen teilweise getrennt. Der Gruppe schlossen sich Eberhard Metzel, Friedhelm Fröhlich und Walter Träger an. Die Gründung weiterer Gruppen in anderen Städten der DDR scheiterte indes.
Um ein Zeichen gegen die Remilitarisierung der DDR zu setzen, steckten Mitglieder des Eisenberger Kreises am 21. Januar 1956 einen Schießstand der Gesellschaft für Sport und Technik (GST), der Volkspolizei und der SED-Kampfgruppen in Brand. Ein 1957 geplanter Aufruf an Professoren der Universitäten Jena, Halle und Leipzig, sich gegen die zunehmende Gleichschaltung aufzulehnen, wurde aus Angst vor möglichen Fingerabdrücken auf den 400 bereits angefertigten Handwurfzetteln verworfen. Zudem hätten die Flugblätter ohnehin ihre Adressaten nicht erreicht, da das Ministerium für Staatssicherheit (MfS) zu diesem Zeitpunkt bereits die Postkontrolle für den Kreis angeordnet hatte.

## Überwachung, Verhaftung und Freikauf
Nach außen verhielt sich die Gruppe unauffällig und wählte eher eine Strategie der Unterwanderung. So war der Kopf der Gruppe, Thomas Ammer, sogar FDJ-Sekretär seines Studienjahrgangs. Dennoch geriet die Gruppe durch Verrat eines zur Anwerbung angesprochenen Studenten in den Fokus der Staatssicherheit. 1957 gelang es einem als westdeutscher Redakteur getarnten Spitzel des Ministeriums, Kontakt zur Gruppe aufzunehmen.
Durch die hohe Konspiration innerhalb des Kreises benötigte die Staatssicherheit ein halbes Jahr, um einen Überblick über die gesamte Gruppe zu erhalten. Nach neunmonatiger Überwachung begann das Ministerium für Staatssicherheit im Februar 1958 mit einer Welle von Verhaftungen. Bis zum April 1958 wurden rund 40 Jugendliche festgenommen. Fünf weitere konnten vor ihrer Festnahme nach West-Berlin fliehen. Die Stasi nutzte die Gelegenheit, auch weitere unliebsame Studenten der Uni Jena zu verhaften. Das Bezirksgericht Gera fällte im September/Oktober 1958 insgesamt 24 Urteile mit Strafen zwischen anderthalb und 15 Jahren. Die Gesamtfreiheitsstrafe summierte sich auf 116 Jahre. Ammer als Kopf der Gruppe bekam dabei die höchste Strafe. Er wurde am 27. September 1958 wegen des kurz zuvor eingeführten Straftatbestandes des „Staatsverrats“ zu 15 Jahren Zuchthaus verurteilt. Frömel und Herrmann erhielten jeweils 14 Jahre, Ludwig Götz und Friedhelm Fröhlich je acht Jahre und Günter Schwarz sieben Jahre. Bereits wenige Monate später wären die Haftstrafen auf Grund einer Justizkorrektur vermutlich wesentlich geringer ausgefallen. Ihre Haft saßen sie u. a. in Brandenburg-Görden ab. Die große Zahl an Verhaftungen sowie die langjährigen Haftstrafen bedeuteten das Ende des Eisenberger Kreises, wenngleich die „Stasi“ von dessen Fortbestand überzeugt war. So plante das MfS die Entführung jener Mitglieder, die sich ihrer Festnahme durch Übersiedlung nach West-Berlin entzogen hatten, was jedoch an logistischen Problemen scheiterte. Im Rahmen eines Häftlingsfreikaufes wurde Ammer am 14. August 1964 in den Westen entlassen. Bis 1989 wurde er auch dort vom MfS überwacht. Die in der DDR verbliebenen Mitglieder des Eisenberger Kreises wurden bis zum Ende der SED-Diktatur schikaniert. 
Nach der Wende wurden die Mitglieder des Eisenberger Kreises für ihren „Einsatz für die Freiheit“ mit einer Medaille ihrer Stadt ausgezeichnet.